# Menneval (Nouveau-Brunswick)
Pour les articles homonymes, voir Claude François Menneval et Menneval.
Menneval est un village du comté de Restigouche, à l'ouest de la province canadienne du Nouveau-Brunswick. Le village c'était autrefois un DSL; il a fusionné avec Saint-Jean-Baptiste-de-Restigouche en 2019 pour former le nouveau DSL de St. Jean Baptiste - Menneval. Dans le cadre de la réforme de la gouvernance locale du 1er janvier 2023, le DSL a été fusionnée à la communauté rurale de Kedgwick.

## Toponyme
Menneval est nommé ainsi en l'honneur de Louis-Alexandre des Friches de Menneval, gouverneur de l'Acadie de 1687 à 1690.

## Géographie
Menneval est situé dans les Appalaches, le long de la route 17, à plus de 50 kilomètres de route au sud-ouest de Campbellton.
Le sous-sol de Menneval est composé de roches sédimentaires clastiques du groupe Grog Brook, plus précisément de la formation de Madawaska, datant de l'Ordovicien supérieur (441 à 460 millions d'années).
Menneval est généralement considérée comme faisant partie de l'Acadie.

## Histoire
Menneval est situé dans le territoire historique des Micmacs, plus précisément dans le district de Gespegeoag, qui comprend le littoral de la baie des Chaleurs. Ce territoire était revendiqué d'abord par les Iroquois et ensuite seulement par les Mohawks. Le site voisin d'Atholville compte dès le VIe siècle av. J.-C. un village du nom de Tjikog. La rivière Restigouche est riche en saumon et toute la région est un territoire de chasse, tandis que des portages la relient au fleuve Saint-Jean.
Les Grands feux de la Miramichi détruisent une bonne partie de la forêt du Nouveau-Brunswick en 1825. L'industrie forestière se déplace alors vers le nord et des scieries ainsi que des chantiers navals sont ouverts à Atholville et Campbellton. Les grands pins et épinettes sont déjà presque tous passés sous la scie en 1850 mais de petites scieries continuent de traiter le bois descendant les rivières Restigouche et Upsalquitch.
La construction du chemin de fer Restigouche and Western, entre Tide Head et Saint-Léonard, commence en 1898. Les travaux sont ralentis en raison du terrain difficile et du manque de fonds et le chemin de fer International prend le contrôle de la ligne en 1906. Les travaux sont terminés en 1910. La construction du chemin de fer permet de coloniser les hauts plateaux.
Le chemin de fer International est abandonné en 1989.

## Démographie
| 2011 | 2016 |
| ---- | ---- |
| 51   | 55   |

## Économie
Entreprise Restigouche a la responsabilité du développement économique.

## Administration

### Comité consultatif
En tant que district de services locaux, Menneval est en théorie administré directement par le Ministère des Gouvernements locaux du Nouveau-Brunswick, secondé par un comité consultatif élu composé de cinq membres dont un président. Il n'y a actuellement aucun comité consultatif.

### Commission de services régionaux
Menneval fait partie de la Région 2, une commission de services régionaux (CSR) devant commencer officiellement ses activités le 1er janvier 2013. Contrairement aux municipalités, les DSL sont représentés au conseil par un nombre de représentants proportionnel à leur population et leur assiette fiscale. Ces représentants sont élus par les présidents des DSL mais sont nommés par le gouvernement s'il n'y a pas assez de présidents en fonction. Les services obligatoirement offerts par les CSR sont l'aménagement régional, l'aménagement local dans le cas des DSL, la gestion des déchets solides, la planification des mesures d'urgence ainsi que la collaboration en matière de services de police, la planification et le partage des coûts des infrastructures régionales de sport, de loisirs et de culture; d'autres services pourraient s'ajouter à cette liste.

### Représentation et tendances politiques
Nouveau-Brunswick: Menneval fait partie de la circonscription provinciale de Restigouche-La-Vallée, qui est représentée à l'Assemblée législative du Nouveau-Brunswick par Martine Coulombe, du Parti progressiste-conservateur. Elle fut élue en 2010.
 Canada: Menneval fait partie de la circonscription fédérale de Madawaska—Restigouche, qui est représentée à la Chambre des communes du Canada par Jean-Claude D'Amours, du Parti libéral. Il fut élu lors de la 38e élection générale, en 2004, puis réélu en 2006 et en 2008.

## Vivre à Menneval
Menneval est traversé par le Sentier international des Appalaches. Le détachement de la Gendarmerie royale du Canada le plus proche est à Saint-Quentin. Le bureau de poste le plus proche est quant à lui à Kedgwick. Le poste d'Ambulance Nouveau-Brunswick le plus proche est aussi à Kedgwick tandis que l'hôpital le plus proche est l'Hôtel-Dieu Saint-Joseph de Saint-Quentin.
Le quotidien francophone est L'Acadie nouvelle, publié à Caraquet, et le quotidien anglophone est Telegraph-Journal, publié à Saint-Jean.